# Dürre Wand

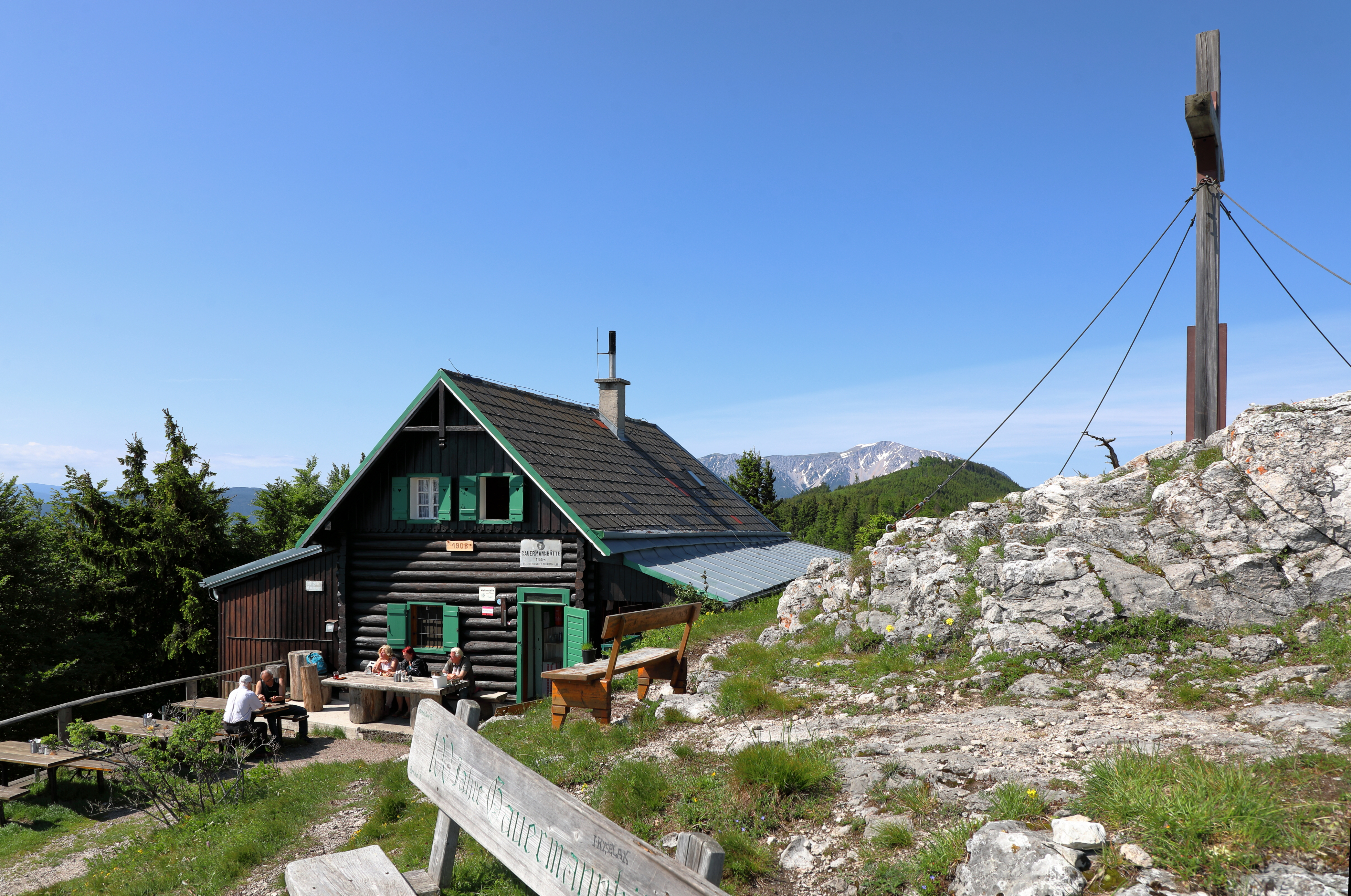
Gauermannhütte und Gipfelkreuz am Plattenstein

Die Dürre Wand ist ein Höhenzug in Niederösterreich und gehört topografisch gesehen zu den Gutensteiner Alpen. Sie erstreckt sich von Miesenbach in Richtung WSW, hin bis zum Schneeberg. 
Die Dürre Wand ist ein teils felsendurchsetzter Bergkamm, der von Almen, Wäldern und Wasserfällen gesäumt wird. Im Unterschied zum östlich benachbarten Hochplateau der Hohen Wand bildet sie einen teilweise schmalen Grat aus. Über den Kamm verläuft der Nordalpenweg (Österreichischer Weitwanderweg 01), der mehrere aussichtsreiche Abschnitte aufweist.

## Erhebungen, Schutzhütten und Wanderwege
Der Höhenzug der Dürren Wand wird im Folgenden von ONO nach WSW im Detail beschrieben. 
- Martersberg (918 m ü. A.). Unauffällige bewaldete Erhebung am Beginn des Kamms. Kein markierter Weg zum höchsten Punkt; der Weitwanderweg quert seine Südflanke.
- Plattenstein (1154 m ü. A.). Dank seiner felsigen Nordflanke einer der markantesten Punkte des gesamten Kamms, mit freier Aussicht ins Tal der Piesting sowie zum Schneeberg. Wenige Meter unter seinem höchsten Punkt steht die von der Wiener alpinen Gesellschaft Waldegger erbaute, am 25. Oktober 1908 eröffnete[1] Gauermannhütte des ÖTK.[2] Kürzester Zugang vom Gehöft Tiefenbach: über den Ochsenweg etwa 1½ Stunden, über das Gehöft Schwaighofer und den Ostkamm 1½ bis 2 Stunden Gehzeit.
- Katharinenschlag (1222 m ü. A.). Der höchste Punkt am hier vor allem südseitig flacheren Kamm ist eine wenig auffällige Erhebung. Wird meist nur im Rahmen einer Überschreitung des Höhenzugs besucht, wobei der markierte Weg knapp südlich des Gipfels vorbeiführt.
- Öhlerschutzhaus der Naturfreunde.[3] (1027 m ü. A.). Eröffnet 1928.[4] Zugänge: von Norden ab Brandstätterhof etwa 1½ Stunden, von Süden ab Puchberg am Schneeberg über Haltberg etwa 2 Stunden.
- Öhler (1183 m ü. A.). Guter Aussichtspunkt, vom Öhlerschutzhaus über seine sanfte Ostflanke in ½ Stunde zu erreichen. Nach Süden zu ausgeprägte Felswände; auch der weitere Kammweg zum Schober im Westen weist kurze Felsabschnitte auf. Der Weitwanderweg 01 folgt ab dem Öhlerschutzhaus dem Imitzerweg, der südlich des felsigen Kamms direkt zur Schoberwiese führt.
- Schober (1213 m ü. A.). Westlichster Gipfel im Kamm mit ausgeprägten Steilflanken. Bewaldeter Gipfel mit Kreuz, jedoch ohne Aussicht; freier Blick zum Schneeberg von der Westflanke. Erreichbar von der Mamauwiese über die Schoberkapelle, dann in steilen Kehren zum Gipfel; Gehzeit etwa 1 Stunde.

## Höhlen
Die „Tablerhöhle 1862/10“ östlich des Plattensteins und das „Erzloch 1862/4“, eine Schachthöhle östlich des Öhlerschutzhauses, sind zwei Höhlen direkt am Kamm der Dürren Wand. Weitere bedeutende Höhlen sind die „Malepartuskluft 1862/19“, „Bergmilchkammer 1862/20“, „Marechlehöhle 1862/21“, „Schichtkammer 1862/23“ und die „Vierpfeilerhöhle 1862/24“ (alle im Marecherkogel südlich des Öhlers bei Puchberg am Schneeberg), die „Zinsensteinhöhle 1862/11“ und das „Waldbodenloch 1862/61“ (alle im Norden der Dürren Wand bei Gutenstein). Insgesamt sind im Höhlenkataster für das Gebiet 1862 - Dürre Wand 104 Höhlen verzeichnet.

## Bilder

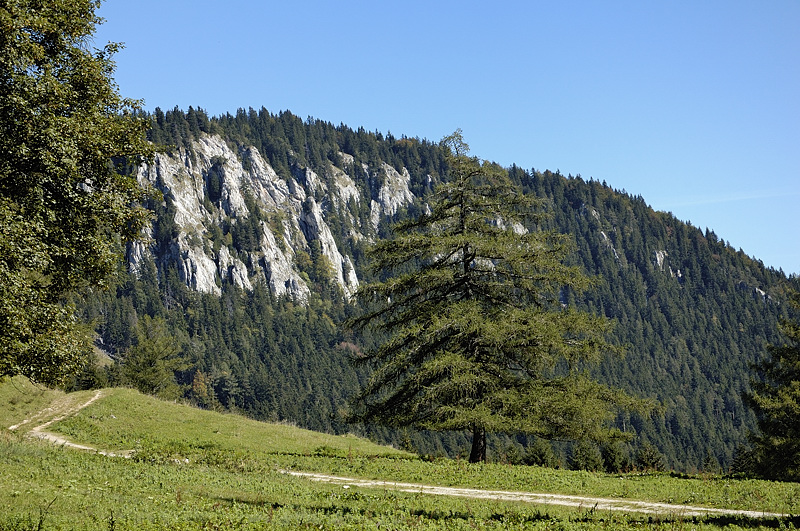
Öhler (1183 m ü. A.)
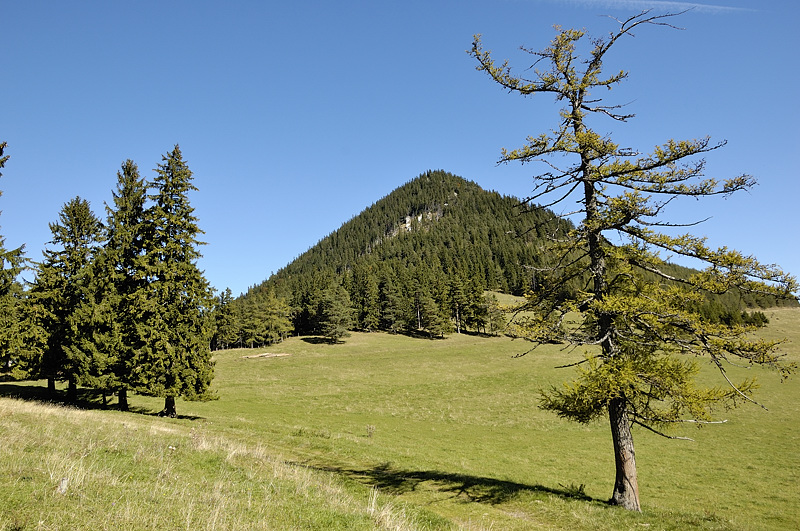
Schober (1213 m ü. A.)
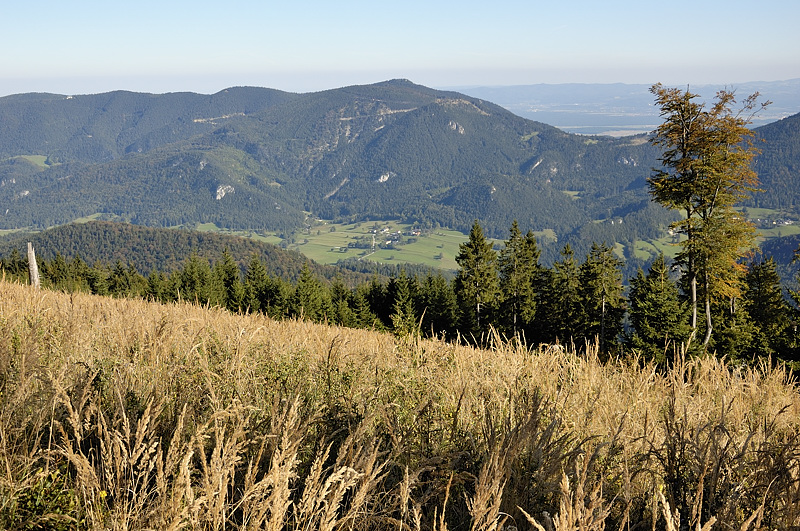
Blick vom Katharinenschlag (1222 m ü. A.) nach Osten zur Hohen Wand
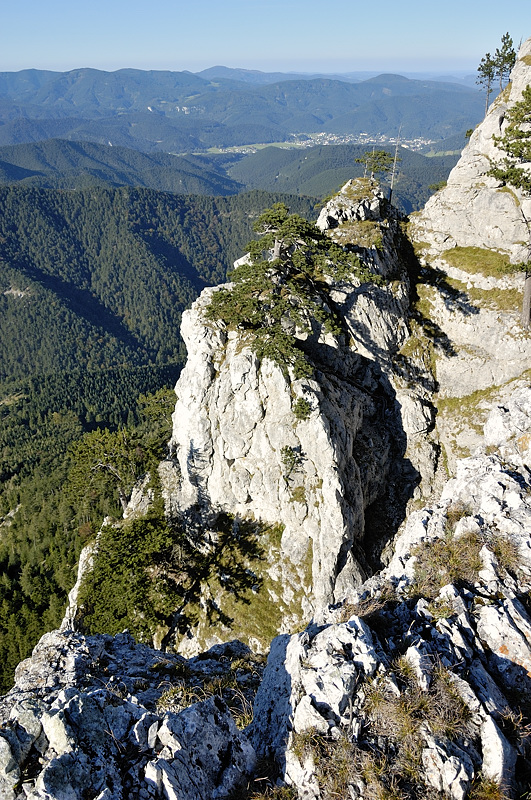
Plattenstein (1154 m ü. A.), Blick nach Norden
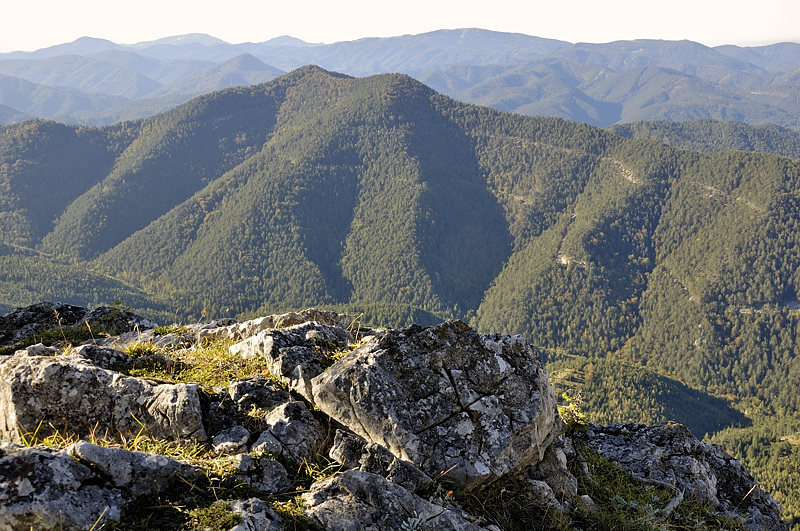
Blick vom Plattenstein nach Nordwesten
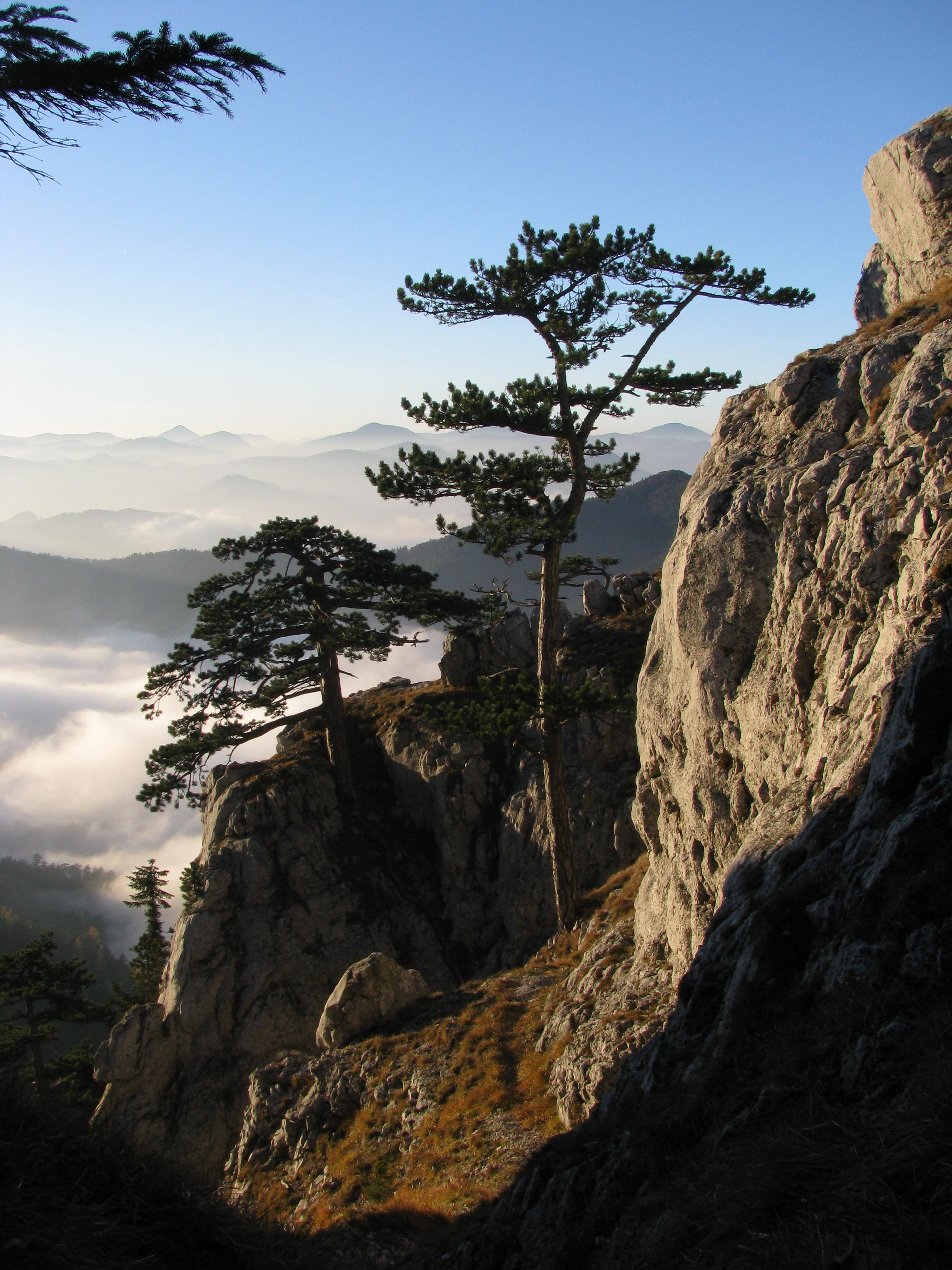
Schwarzföhren beim Plattenstein, Blick nach Westen
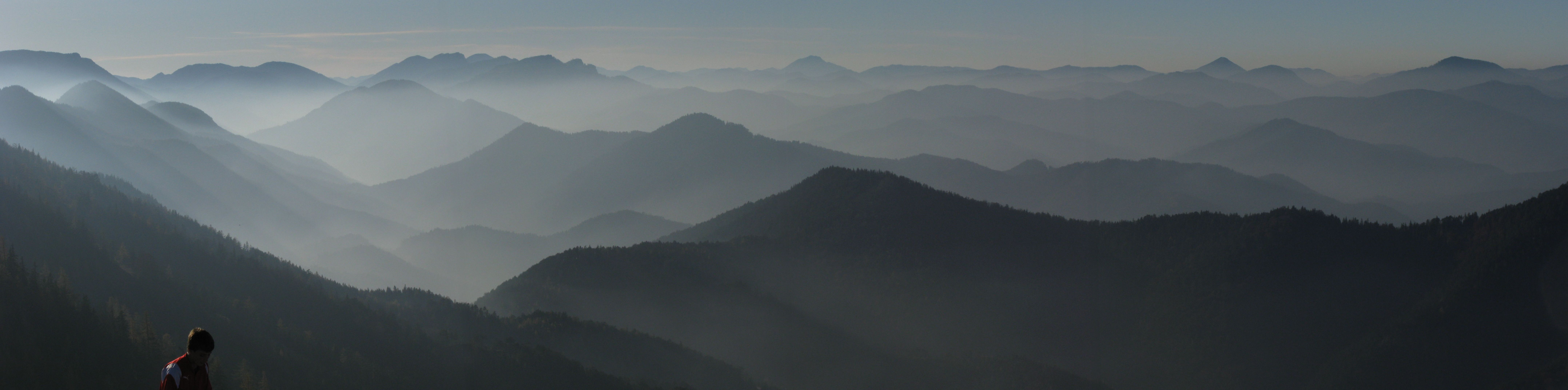
Panorama vom Plattenstein nach Westen
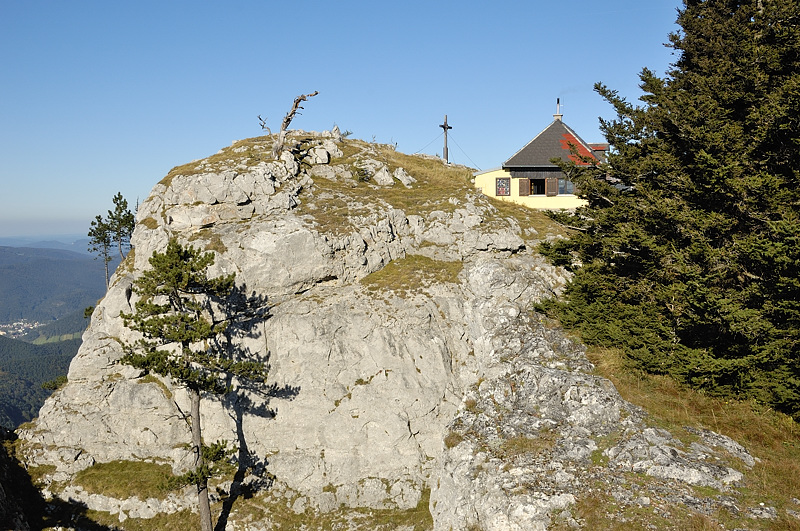
Gauermannhütte (Westseite)
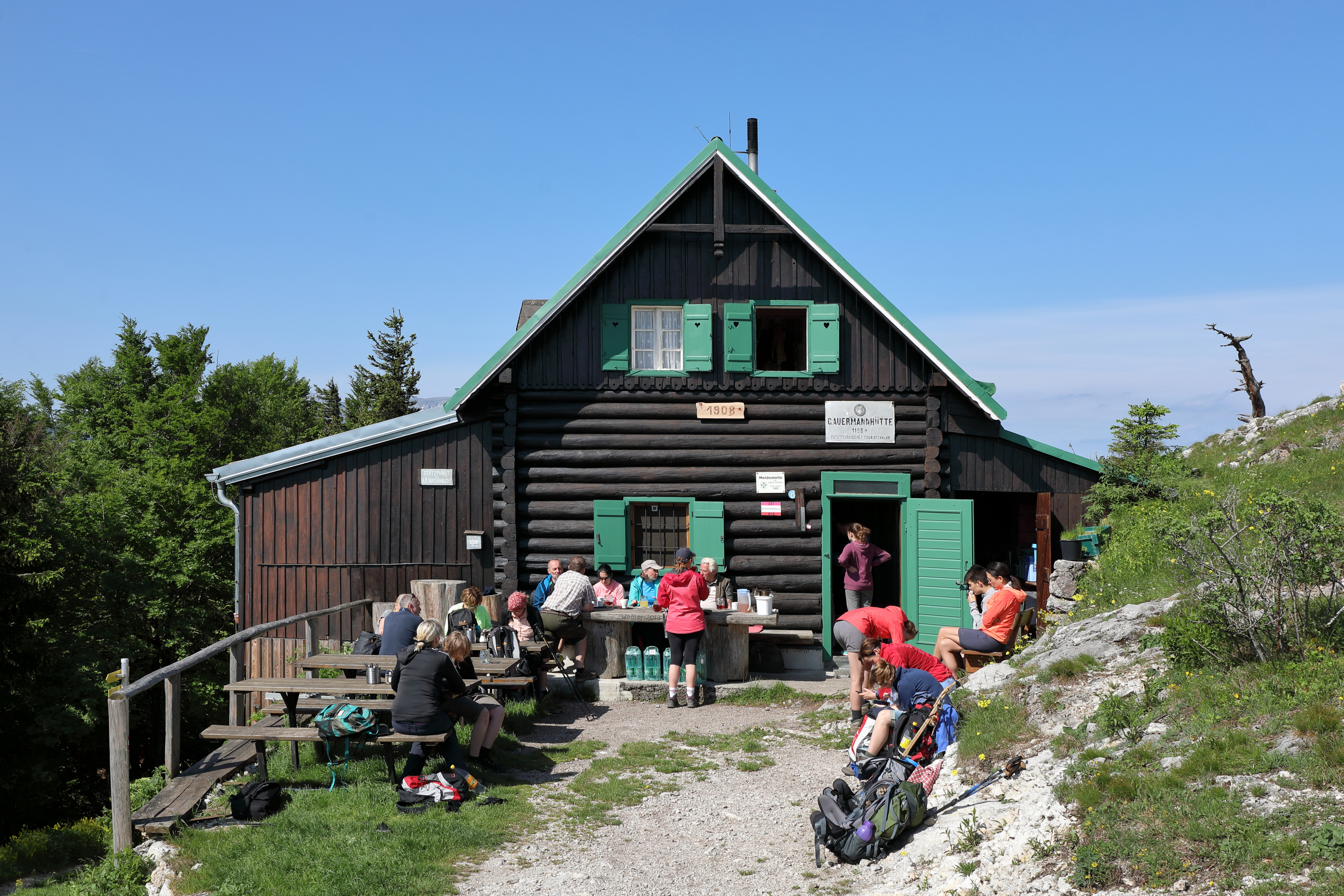
Gauermannhütte (Ostseite)
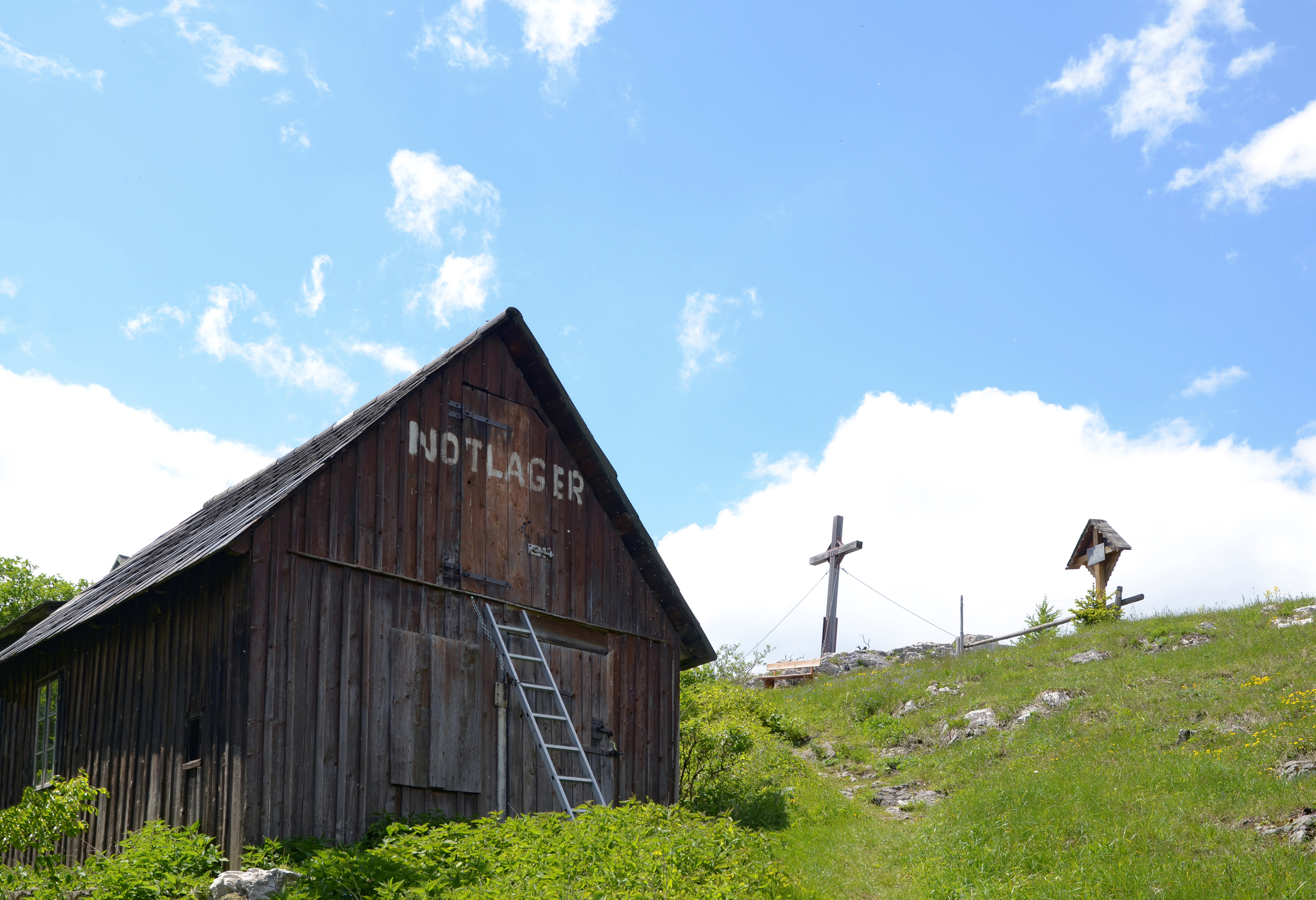
Notlager nächst der Gauermannhütte
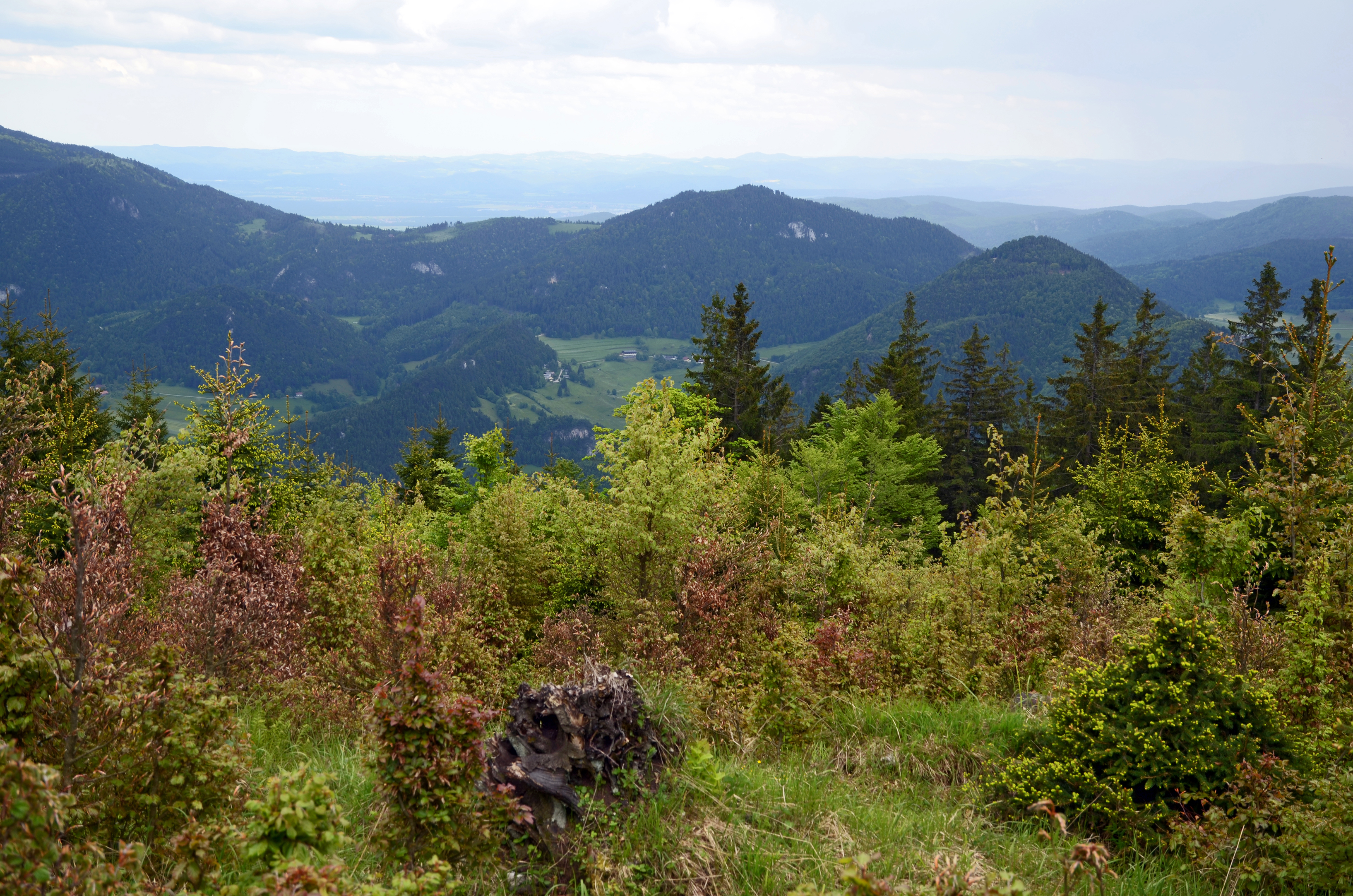
Blick nach Südosten auf die Ausläufer der Hohen Wand
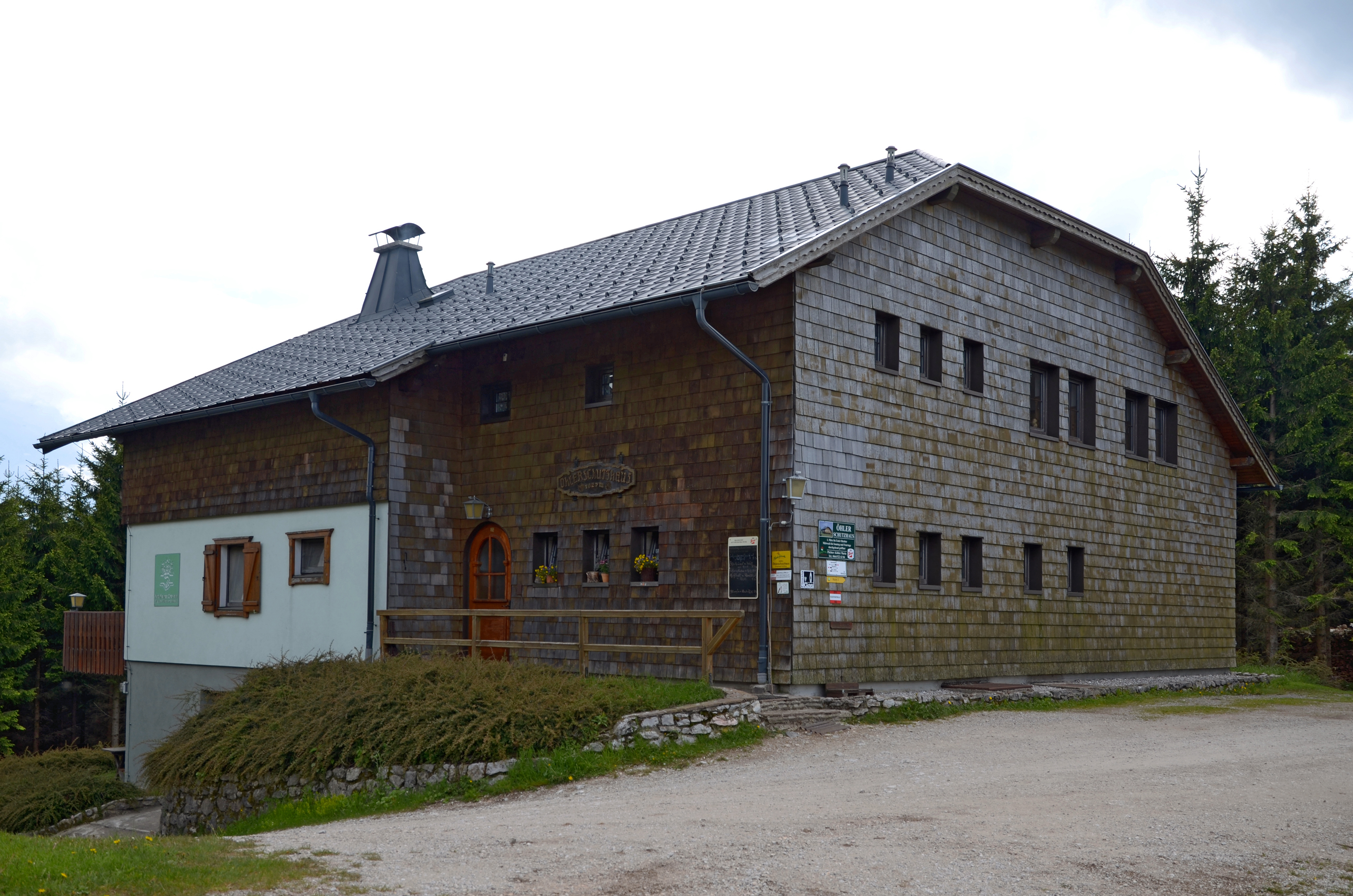
Öhlerschutzhaus
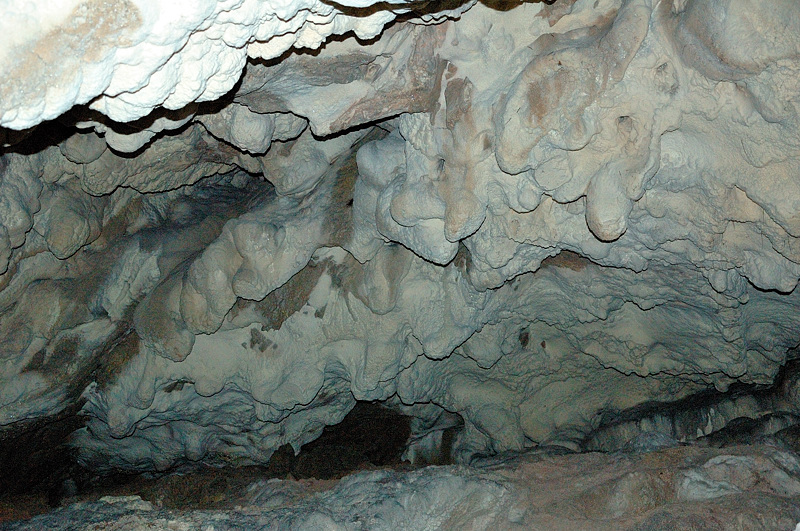
Bergmilchkammer 1862/20
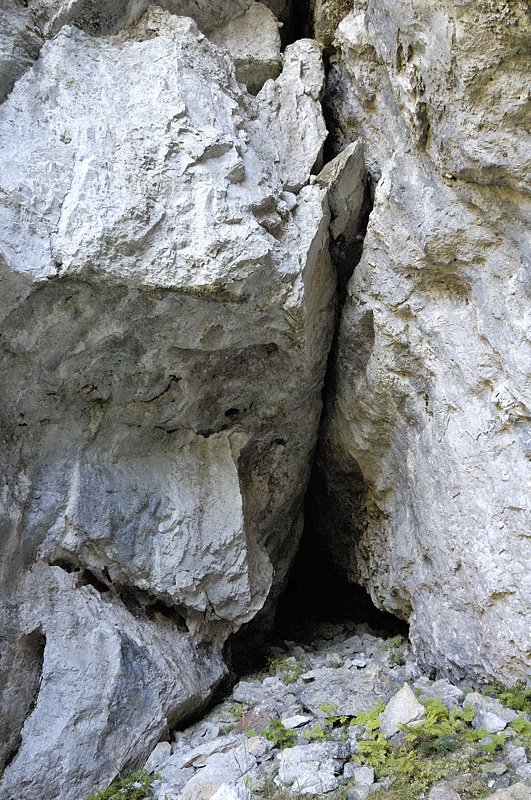
Malepartuskluft 1862/19
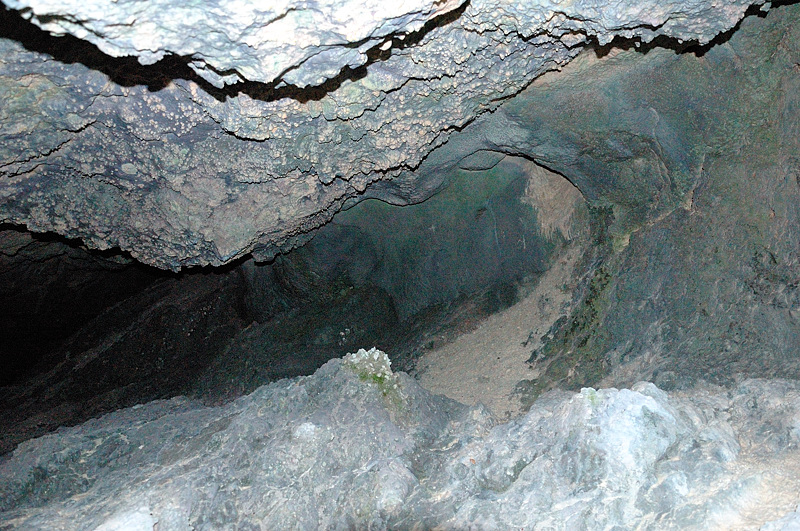
Marechlehöhle 1862/21
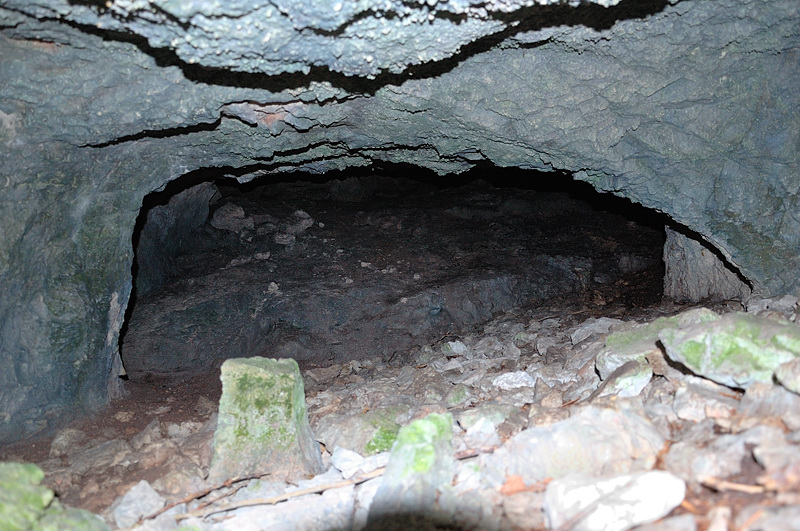
Schoberbachklammhöhle 1862/55
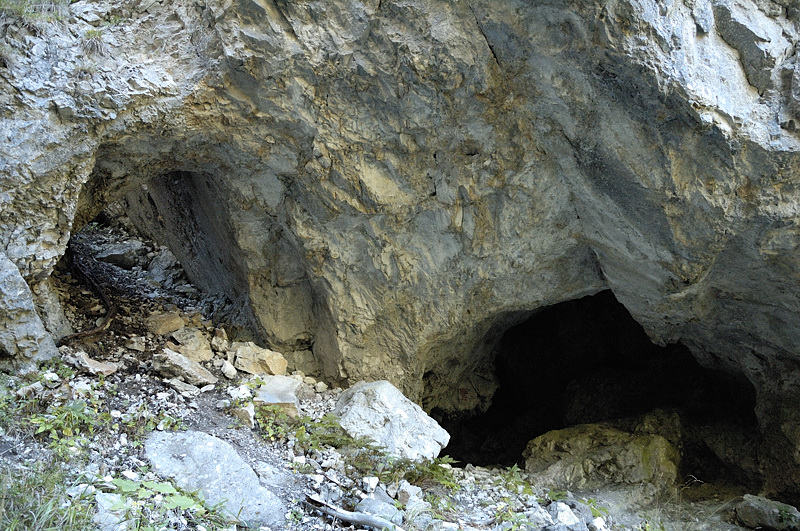
Untere Öhlerhöhle 1862/39